# Cantonul Bordères-Louron
Cantonul Bordères-Louron este un canton din arondismentul Bagnères-de-Bigorre, departamentul Hautes-Pyrénées, regiunea Midi-Pyrénées, Franța.

## Comune
- Adervielle-Pouchergues
- Armenteule
- Avajan
- Bareilles
- Bordères-Louron (reședință)
- Cazaux-Debat
- Cazaux-Fréchet-Anéran-Camors
- Estarvielle
- Génos
- Germ
- Loudenvielle
- Loudervielle
- Mont
- Ris
- Vielle-Louron